# Diócesis de Arauca
La diócesis de Arauca (en latín: Dioecesis Araucensis) es una circunscripción eclesiástica de la Iglesia católica en Colombia. Se trata de una diócesis latina, sufragánea de la arquidiócesis de Nueva Pamplona. Desde el 18 de noviembre de 2019 su obispo es Jaime Cristóbal Abril González. 

## Territorio y organización
La diócesis tiene 23 505 km² y extiende su jurisdicción sobre los fieles católicos de rito latino residentes en el departamento de Arauca; en 2 municipios del departamento de Boyacá (Chita y Cubará); el municipio de La Salina en el departamento de Casanare; y el corregimiento de Gibraltar en el municipio de Toledo en el departamento de Norte de Santander.
Al norte y al este limita con Venezuela, al sureste con los vicariatos apostólicos de Puerto Carreño y Trinidad, al suroeste con las diócesis de Yopal y Duitama-Sogamoso, al oeste con la diócesis de Málaga-Soatá y al noroeste con la arquidiócesis de Nueva Pamplona.
La sede de la diócesis se encuentra en la ciudad de Arauca, en donde se halla la Catedral de Santa Bárbara.
Actualmente a la diócesis la conforman 27 parroquias (1  cuasiparroquia) y 4 centros parroquiales, agrupados en 4 Vicarías Foráneas: Beato Jesús Emilio Jaramillo Monsalve, San Pedro Claver, Santa Laura Montoya y San Ezequiel Moreno:
Vicaría Foránea Beato Jesús Emilio Jaramillo
- P. Santa Bárbara - Catedral(Arauca);
- P. María Auxiliadora (Arauca);
- P. Santa Teresita (Arauca);
- P. Perpetuo Socorro (Arauca);
- P. Señor de los Milagros (Arauca);
- P. La Purísima (Cravo Norte);
- Cuasi-parroquia La Medalla Milagrosa (Arauca);
- Centro parroquial Divino Niño (Arauca);
- Centro Parroquial Nuestra Señora de la Paz.

Vicaría Foránea San Pedro Claver
- P. Sagrado Corazón (Aguachica, Arauquita);
- P. Espíritu Santo (Puerto Jordán);
- P. San José (Panamá de Arauca, Arauquita).
- P. San Isidro labrador (La Reinera, Pesquera. Arauquita);
- P. San Lorenzo (Arauquita);
- P. Nuestra Señora del Carmen (La Esmeralda, Arauquita).
- P. Nuestra Señora del Carmen de Fortul

Vicaría Foránea Santa Laura Montoya
- P. Santa Cruz (Gibraltar, Cubará);
- P. San Miguel Arcángel (Cubará);
- P. Nuestra Señora del Carmen (Saravena);
- P. Cristo Rey (Saravena);
- P. Señor de los Milagros (Saravena);
- P. Divino Niño (Saravena);
- P. La Inmaculada (Saravena);
- Centro pastoral La Sagrada Familia (Saravena).

Vicaría Foránea San Ezequiel Moreno
- P. La Asunción (Tame);
- P. Santísima Trinidad (Tame);
- P. La Inmaculada (Puerto Rondón);
- P. Divino Niño (Tame);
- P. Beato Jesús Emilio Jaramillo (Fortul).
- P. La Candelaria (La Salina, Casanare);
- P. Nuestra Señora de la Candelaria (Chita, Boyacá).

## Historia
La prefectura apostólica de Arauca fue erigida el 26 de mayo de 1915 mediante un decreto de la Sagrada Congregación Consistorial, obteniendo el territorio del vicariato apostólico de Casanare. En enero de 1916 fue nombrado como primer prefecto apostólico de Arauca el presbítero Emilio Larquère.
En 1917 se anexaron a la prefectura apostólica las parroquias de Chita (Boyacá) y La Salina (Casanare).
El 9 de noviembre de 1923 Emilio Larquère fue nombrado prefecto apostólico de Tierradentro. El 7 de mayo de 1924 fue nombrado como prefecto apostólico de Arauca Giuseppe Potier (José María Potier), quien falleció en 1950.
El 15 de junio de 1945 cedió una porción de su territorio para la erección de la prefectura apostólica de Labateca mediante la bula Ecclesiarum omnium del papa Pío XII.
El 27 de octubre de 1950 fue nombrado como prefecto apostólico de Arauca Graziano Martínez, quien falleció en 1956.
El 11 de octubre de 1956 Luis Eduardo García se posesionó como prefecto apostólico de Arauca, quien escogió la ciudad de Arauca como sede de la prefectura apostólica. Su jurisdicción se había ampliado hasta Cubará y El Chuscas en Boyacá, Tunebia y Gibraltar en Norte de Santander, al suprimirse el 29 de mayo de 1956 la prefectura apostólica de Labateca. 
El 11 de noviembre de 1970 la prefectura apostólica fue elevada a vicariato apostólico mediante la bula Quoniam praecipuas del papa Pablo VI y se nombró a Jesús Emilio Jaramillo como vicario apostólico de Arauca y obispo titular de Strumnitza, quien recibió la ordenación episcopal el 10 de enero de 1971.
El 19 de julio de 1984 el vicariato apostólico fue elevado a diócesis mediante la bula Accuratissima Summis del papa Juan Pablo II. Jaramillo Monsalve fue elevado a obispo diocesano, pero el 2 de octubre de 1989 fue asesinado por guerrilleros del Ejército de Liberación Nacional.
Desde de finales de 1989 hasta el 8 de junio de 1990, fue administrador apostólico el obispo de Cúcuta, Alberto Giraldo Jaramillo.
El 8 de junio de 1990 tomó posesión como obispo de la diócesis el redentorista Rafael Arcadio Bernal Supelano. Durante su episcopado la diócesis asumió el Proyecto Diocesano de Renovación y Evangelización (PDRE). En 1995, puesto en marcha dicho proceso de renovación y evangelización, se fundó en la Esmeralda (Arauquita, Arauca), el Seminario Mayor San José Obrero, llamado el "corazón de la diócesis", el cual nació como fruto de este mismo proceso. En este seminario se formaron para la Iglesia más de 30 sacerdotes de los cuales algunos prestan su servicio en la misma circunscripción y en otras regiones. Fue clausurado en 2015 ante la ausencia de seminaristas que pudieran continuar su proceso. Se crearon algunas parroquias como Santa Cruz en Gibraltar y El Sagrado Corazón de Jesús en la vereda Aguachica (Arauquita). El 10 de enero de 2003 fue nombrado obispo de Líbano-Honda.
Desde el 3 de mayo de 2003 fue nombrado obispo Carlos Germán Mesa Ruiz. Durante su gobierno varios sacerdotes fueron enviados a especializarse en Roma y París. El seminario se consolidó en la parte académica y en su infraestructura. El mismo año de su ingreso a la diócesis fueron asesinados por la guerrilla dos sacerdotes. Dirigió la diócesis hasta el 2 de febrero de 2010 cuando fue nombrado como nuevo obispo de Socorro y San Gil. Durante la sede vacante fue nombrado José María Bolívar Monroy, hasta entonces vicario general, como administrador diocesano hasta el nombramiento del nuevo obispo.
El 22 de octubre de 2010 el papa Benedicto XVI nombró como obispo de Arauca al sacerdote Jaime Muñoz Pedroza, quien se desempeñaba como rector del Seminario Mayor de Tunja. Su consagración episcopal se llevó a cabo el 4 de diciembre de 2010 en la catedral metropolitana Santiago de Tunja y su posesión canónica fue el 14 de diciembre en Arauca. En 2015 se fundó el primer monasterio con la presencia de las Orden de las hermanas pobres de Santa Clara; el monasterio se encuentra ubicado en la vereda "Palmarito" del municipio de Fortul. Allí mismo está el santuario de la "Negrita del Piedemonte y la Sabana".
El 8 de septiembre de 2017 el papa Francisco, en su visita apostólica a Colombia celebró la misa de Beatificación del siervo de Dios Jesús Emilio Jaramillo, asignando el día 3 de octubre para la memoria litúrgica de este mártir de la Iglesia católica.
El 11 de julio de 2017 el papa Francisco trasladó a Jaime Muñoz Pedroza a la diócesis de Girardot. Nuevamente se le concedió el permiso al Colegio de Consultores para la elección de un administrador diocesano siendo elegido por segunda vez el padre José María Bolívar Monroy.
El 18 de noviembre de 2019 el papa Francisco nombró a Jaime Cristóbal Abril González como obispo de Arauca, quien era obispo auxiliar de la arquidiócesis de Nueva Pamplona. En 2020 la pandemia causada por el Covid 19 obligó el cierre temporal de los templos y la paralización de toda la acción pastoral.

## Estadísticas
Según el Anuario Pontificio 2023 la diócesis tenía a fines de 2022 un total de 264 670 fieles bautizados.
| Año                                                                             | Población            | Población | Población      | Sacerdotes | Sacerdotes    | Sacerdotes    | Bautizados por sacerdote | Diáconos permanentes | Religiosos | Religiosos | Parroquias |
| Año                                                                             | Bautizados católicos | Total     | % de católicos | Total      | Clero secular | Clero regular | Bautizados por sacerdote | Diáconos permanentes | Varones    | Mujeres    | Parroquias |
| ------------------------------------------------------------------------------- | -------------------- | --------- | -------------- | ---------- | ------------- | ------------- | ------------------------ | -------------------- | ---------- | ---------- | ---------- |
| 1950                                                                            | 32 000               | 34 000    | 94.1           | 9          |               | 9             | 3555                     |                      | 13         | 17         | 4          |
| 1966                                                                            | 60 000               | 60 000    | 100.0          | 23         | 4             | 19            | 2608                     |                      | 21         | 23         | 11         |
| 1968                                                                            | 69 700               | 75 000    | 92.9           | 26         | 10            | 16            | 2680                     |                      | 18         | 30         | 12         |
| 1976                                                                            | 153 102              | 158 000   | 96.9           | 26         | 17            | 9             | 5888                     |                      | 11         | 50         | 12         |
| 1980                                                                            | 131 800              | 135 200   | 97.5           | 24         | 17            | 7             | 5491                     |                      | 7          | 59         | 13         |
| 1990                                                                            | 151 000              | 174 000   | 86.8           | 23         | 17            | 6             | 6565                     |                      | 8          | 59         | 15         |
| 1999                                                                            | 198 945              | 248 681   | 80.0           | 32         | 22            | 10            | 6217                     |                      | 10         | 57         | 17         |
| 2000                                                                            | 202 000              | 248 750   | 81.2           | 30         | 23            | 7             | 6733                     |                      | 8          | 56         | 15         |
| 2001                                                                            | 202 000              | 248 750   | 81.2           | 38         | 31            | 7             | 5315                     |                      | 7          | 55         | 20         |
| 2002                                                                            | 220 000              | 260 000   | 84.6           | 43         | 34            | 9             | 5116                     |                      | 9          | 53         | 21         |
| 2003                                                                            | 230 000              | 260 000   | 88.5           | 40         | 35            | 5             | 5750                     |                      | 5          | 52         | 22         |
| 2004                                                                            | 232 000              | 262 000   | 88.5           | 40         | 35            | 5             | 5800                     |                      | 5          | 51         | 22         |
| 2006                                                                            | 238 000              | 268 000   | 88.8           | 37         | 31            | 6             | 6432                     |                      | 6          | 49         | 22         |
| 2012                                                                            | 264 000              | 288 000   | 91.7           | 47         | 43            | 4             | 5617                     |                      | 4          | 46         | 24         |
| 2015                                                                            | 273 000              | 298 100   | 91.6           | 54         | 52            | 2             | 5055                     |                      | 2          | 19         | 24         |
| 2018                                                                            | 250 938              | 320 478   | 78.3           | 53         | 53            | 0             | 4734                     |                      | 0          | 32         | 25         |
| 2020                                                                            | 256 400              | 327 500   | 78.3           | 45         | 45            |               | 5697                     |                      |            | 30         | 28         |
| 2022                                                                            | 264 670              | 338 200   | 78.3           | 49         | 49            |               | 5401                     |                      |            | 26         | 27         |
| Fuente: Catholic-Hierarchy, que a su vez toma los datos del Anuario Pontificio. |                      |           |                |            |               |               |                          |                      |            |            |            |

## Episcopologio

### Prefectos apostólicos de Arauca
Ninguno de los prefectos apostólicos de Arauca recibió la ordenación episcopal.
- Émile Larquère, C.M. † (enero de 1916-9 de noviembre de 1923 nombrado prefecto apostólico de Tierradentro)
- José María Potier, C.M. † (7 de mayo de 1924-1950 falleció)
- Gratiniano Martínez, C.M. † (27 de octubre de 1950-1956 renunció)
- Luís Eduardo García Rodríguez, M.X.Y. † (31 de julio de 1956-8 de enero de 1970 falleció)

### Vicario apostólico de Arauca
- Beato Jesús Emilio Jaramillo Monsalve, M.X.Y. † (11 de noviembre de 1970-19 de julio de 1984 nombrado obispo ordinario)

### Obispos de Arauca
- Beato Jesús Emilio Jaramillo Monsalve, M.X.Y. † (19 de julio de 1984-2 de octubre de 1989 falleció)
- Rafael Arcadio Bernal Supelano, C.SS.R. † (29 de marzo de 1990-10 de enero de 2003 nombrado obispo de Líbano-Honda)
- Carlos Germán Mesa Ruiz (20 de marzo de 2003-2 de febrero de 2010 nombrado obispo de Socorro y San Gil)
- Jaime Muñoz Pedroza (22 de octubre de 2010-11 de julio de 2018 nombrado obispo de Girardot)
- Jaime Cristóbal Abril González, desde el 18 de noviembre de 2019